# Izotiazol
Izotiazol je tip organskog jedinjenja koje sa sastoji od petočlanog aromatičnog prstena sa tri atoma ugljenika, jednim azotom, i jednim sumporom. Izotiazol je član klase jedinjenja poznatih kao azoli. U kontrastu sa izomernim tiazolom, dva heteroatoma su u susednim pozicijama.
Struktura prstena izotiazola je koponenta velikog broja biološki aktivnih jedinjenja kao što su lekovi ziprasidon i perospiron.